# El infeliz favorito o El conde de Essex
The Unhappy Favourite, or the Earl of Essex (El infeliz favorito o El conde de Essex), conocido también como The Unhappy Favourite, es una tragedia de la Restauración escrita y estrenada en 1681 por el dramaturgo John Banks, y publicada como cuartillo en 1682, con el prólogo y epílogo de John Dryden.
Considerada una de sus mejores obras, se trata de la primera de una serie que escribiría dedicada a lo que Nicholas Rowe más tarde, en 1714, llamaría el subgénero del she-tragedy («tragedia femenina») basadas en el sufrimiento emocional de sus protagonistas femeninas.